# Звездана ноћ
Звездана ноћ је ремек-дело постимпресионистичког сликара Ван Гога. Насликано је 1889. године, техником уљe на платну. Слика приказује поглед са источног прозора његове психијатријске собе у Сен Реми де Провансу, непосредно пре изласка сунца, са додатком замишљеног села. Данас се налази у Музеју модерне уметности у Њујорку, где се чува од 1941. године, након што је привабљена преко Лили П. Беквест. Надалеко позната као Ван Гогов магнум опус, Звездана ноћ је једна од најпрепознатљивијих слика у западној уметности.

## Историја
Винсент ван Гог је ову слику насликао током боравка у душевној болници у Сен Ремију. Датирана је са јун 1889. године, месец дана након његовог доласка на клинику и 13 месеци пре самоубиства. Уметник је свом брату Теу о том раздобљу написао:
| „ | Моја ме кукавна болест тера да радим с немим бесом, веома полако, али без прекида од јутра до мрака ... Верујем да ће ми то помоћи да оздравим. | ” |

Након слома 23. децембра 1888. године који је резултирао самоповређивањем његовог левог ува, Ван Гог је на добровољној бази смештен у душевну болницу Сeнт-Пoл де Музол 8. маја 1889. године. Лоцирана у бившем манастиру, санаторијум Сeнт-Пoл де Музол је служио богатима и био је мање од пола капацитета попуњен када је Ван Гог стигао, што му је омогућило да заузме не само спаваћу собу на другом спрату, већ и да собу у приземљу користити као сликарски атеље.
Током године коју је Ван Гог боравио у азилу у Сен Реми де Провансу, наставила се плодна производња слика које је започео у Арлу. Током овог периода, произвео је нека од најпознатијих дела своје каријере, укључујући Ирисе из маја 1889, који се сада налазе у mузеју Ј. Пoл Гети, и плави аутопортрет из септембра 1889, у музеју Орсе. Звездана ноћ је насликана средином јуна око 18. јуна, датума када је писао свом брату Теу да каже да има нову студију звезданог неба.

## Одлике
Слика приказује сеоски пејзаж ноћу, с равним брежуљцима у позадини. То није тиха, мирна ноћ, већ призор узнемиреног треперења елемената природе и људског света, док се село пружа према небу уз спиралне и заплетене покрете.
Једноставна отворена композиција, у којој тамноплаво небо заузима две трећине слике, усредсређена је на однос између окомитих линија чемпреса и звоника и снажних извијених потеза кистом (кратки, дебели и наочиглед непрекинути) који, појачавајући ритам слева надесно и водећи посматрачево око, наносе снажан и динамичан ударац линији хоризонта. У средини неба се налази кружни вртлог боје који својим положајем и величином постаје средишњим мотивом композиције. Облик вртлога подсећа на таоистички круг (Yin-Yang) који је састављен од два сузолика дела, позитивног и светлог Yangа и негативног и тамнијег женског Yinа, који утичу на судбину. Права изражајна снага композиције произилази из боје – чисте и снажне, с неочекиваном светложутом која наглашава хладноћу плаве. Поетски сјај звезда, одређен светлијим бојама, развија се у махнито и непрекидно пулсирање (попут трептања правих звезда). Може се рећи да је ово најуспешнији рани покушај да се сликарству дода још једна димензија – време.
Ван Гогов оригинални начин сликања огледа се у сликарском језику, у одважности наношења боје, прожимању површине покретом и стварању композиције с динамичним контрастима. Тако су на слици тамнозелени чемпреси насликани широким потезима прошарани посветљени одсјајима црвених и жутих линија, а светло небо је одређено тамним обрисом брда.

## Слика
Иако је Звездана ноћ насликана током дана у Ван Гоговом приземном атељеу, било би нетачно рећи да је слика насликана по сећању. Поглед је идентификован као поглед са прозора његове спаваће собе, окренут према истоку, поглед на који је Ван Гог сликао варијације не мање од двадесет један пут, укључујући Звездану ноћ. „Кроз прозор са гвозденом решетком“, писао је свом брату Теу, око 23. маја 1889, „могу да видим ограђени квадрат пшенице... изнад којег, ујутру, гледам како сунце излази у свој својој слави."
Ван Гог је приказао поглед у различито доба дана и под различитим временским условима, као што су излазак сунца, излазак месеца, дани испуњени сунцем, облачни дани, ветровити дани и један дан са кишом. Док болничко особље није дозвољавало Ван Гогу да слика у својој спаваћој соби, он је тамо могао да прави скице мастилом или угљем на папиру; на крају, он би базирао новије варијације на претходним верзијама. Сликовни елемент који обједињује све ове слике је дијагонална линија која долази са десне стране и приказује ниска валовита брда планина Алпили. У петнаест од двадесет и једне верзије, чемпреси су видљиви иза крајњег зида који окружује житно поље. Ван Гог је телескопирао поглед на шест од ових слика, посебно на Ф717 Пшенично поље са чемпресима и Звездана ноћ, приближавајући дрвеће равни слике.
Једна од првих слика овог видика била је Ф611 Планински пејзаж иза Сен Ремија, сада у Копенхагену. Ван Гог је направио низ скица за слику, од којих је типично Ф1547 Затворено житно поље после олује. Нејасно је да ли је слика настала у његовом атељеу или ван њега. У свом писму од 9. јуна у којем то описује, он помиње да је радио напољу неколико дана. Ван Гог је описао други од два пејзажа на којима је помиње да је радио, у писму својој сестри Вил 16. јуна 1889. године. Ово је Ф719 Зелено житно поље са чемпресом, сада у Прагу, и прва слика у азилу коју је дефинитивно насликао на отвореном. Ф1548 Wheatfield, Saint-Rémy de Provence, сада у Њујорку, је студија за то. Два дана касније, Винцент је писао Теу наводећи да је насликао „звездано небо“.
Звездана ноћ је једина ноктурна у низу погледа са прозора његове спаваће собе. Почетком јуна, Винсент је написао Теу: „Јутрос сам са свог прозора видео крајолик много пре изласка сунца са ничим осим јутарње звезде, која је изгледала веома велика“. Истраживачи су утврдили да је Венера (која се понекад назива и „јутарња звезда“) заиста била видљива у зору у Прованси у пролеће 1889. и да је у то време била скоро светла колико год је то могуће. Дакле, најсјајнија „звезда” на слици, десно од стабла чемпреса од посматрача, заправо је Венера.